# ショーシャ川
ショーシャ川（ショーシャがわ、ショシャ川、ロシア語: Шо́ша, ラテン文字表記: Shosha）は、ロシアのトヴェリ州および部分的にモスクワ州を流れる河川で、ヴォルガ川上流で南から合流する右支流である。長さ163キロメートル、流域面積は3,080平方キロメートル。
11月から1月初旬にかけて凍結し、3月末から4月初めにかけて氷が解ける。
モスクワ西方のモスクワ高地に発し、蛇行を繰り返しながら流れ、途中でラーマ川と合流し、ヴォルガ川をせき止めたイヴァンコヴォ貯水湖でヴォルガ川に合流している。